# Gustave Singier
Gustave Singier (Comines-Warneton, 11 febbraio 1909 – Parigi, 5 maggio 1984) è stato un pittore, incisore e decoratore belga, naturalizzato francese nel 1947.

## Biografia
Da Warneton, borgo della Fiandra occidentale belga, Gustave Singier si trasferì a Parigi nel 1919. Dal 1923 al 1926 seguì i corsi dell'École Boulle e dal 1927 al 1939 lavorò come designatore.
Nel 1936, l'incontro con  Charles Walch fu l'accasione per entrare in contatto col mondo artistico parigino. Nel 1939 conobbe Alfred Manessier, suo vicino di casa, e strinse amicizia con  Elvire Jan e con Jean Le Moal. Allo scoppio della guerra partì per il fronte belga e fu mandato a Bagnols-sur-Cèze. Smobilitato, lavorò nella bottega di ebanisteria di suo padre, dal 1941 al 1944.

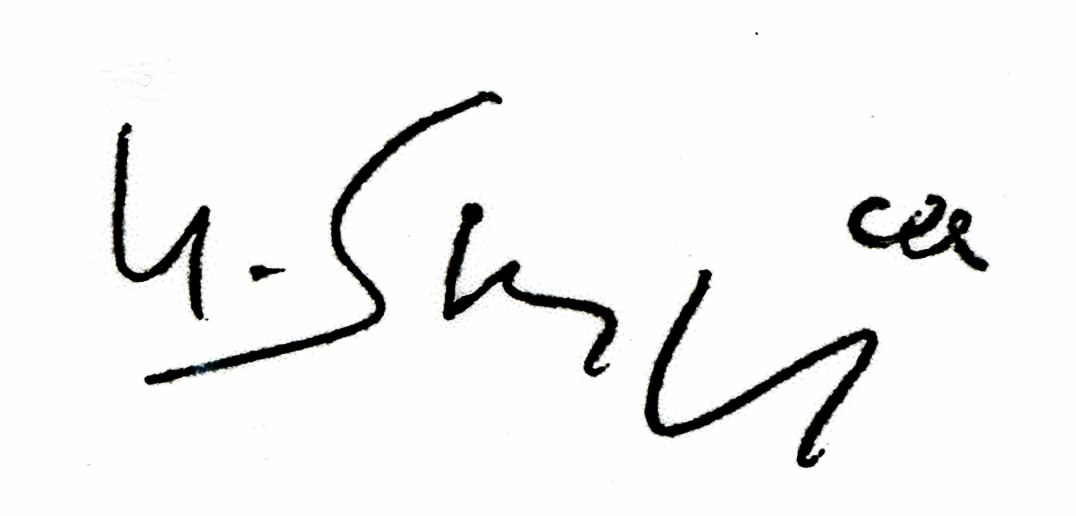
Firma di Gustave Singier

### Il debutto e le prime esperienze artistiche
L'occasione per emergere si presentò con l'esposizione Vingt jeunes peintres de tradition française, organizzata nel 1941 da Jean Bazaine, che è stata la prima espossizione dell'avanguardia parignia, durante l'occupazione tedesca. Nel 1944 Gustave Singier si rifugiò in casa di Manessier, nella  Contea del Perche.
Al "Salon de Mai", di cui era stato uno dei fondatori, espose nel 1945. Frequentò il poeta Jean Lescure e ne illustrò gli scritti. Nel 1949, alla galleria "Billiet-Caputo" ebbe la sua prima personale. Espose quindi alla "Galerie de France" di Myriam Prévot e rimase uno degli artisti preferiti di Gildo Caputo.

### Attività didattica ed eclettismo in arte
Dal 1951 al 1954 insegnò  all'Académie Ranson, dal 1967 al 1978, all'École nationale supérieure des beaux-arts di Parigi, dove ebbe come allievi Michel Four e Riccardo Cavallo. Fu accolto come membro della Société des peintres-graveurs français e fu uno dei fondatori del "Salon di Tolone" nel 1975 e del "Salon di Vitry-sur-Seine" nel 1976.
Nel 1956 il poeta Claude Aveline chiese a suoi amici pittori di disegnare o dipingere il Portrait de l'Oiseau-Qui-N'Existe-Pas, titolo della poesia da lui composta nel 1950 e poi tradotta in 55 lingue. Tra i 108 artisti che risposero all'invito, c'era Gustave Singier.
Ha disegnato cartoni per tappezzerie e per arazzi, per vetrate e per mosaici; ha realizzato scene e costumi per  il Théâtre national populaire di Jean Vilar e per l'Opéra de Paris. Ha illustrato libri, con incisioni, disegni e litografie.
Morto a Parigi, è stato sepolto nel Cimitero di Montparnasse.
Singier era uno degli artisti francesi novecenteschi, presentati al Palazzo del Lussemburgo (Senato di Francia), nella rassegna L'envolée lyrique, Paris 1945-1956 (aprile-agosto 2006).

## Opere[3]

### Illustrazione di libri
- Camille Bourniquel, Quatrains, incisioni a bulino, 1947.
- André Frédérique, Le Traité des Appareils, litografie, Paris, Édition Galerie de France, 1955.
- Robert Marteau, Sibylles, disegni, Paris, Édition Galanis, 1970.
- Julien Gracq, Un balcon en forêt, litografie, Société de bibliophiles Beaux livres grands amis de Nancy et Bibliophiles de Provence, 1973.
- Jean Lescure, Le Blason du corps blessé, litografie, Société des bibliophiles de Normandie, 1974.
- Jean Lescure, Traité des couleurs, disegni, Sigean, Éditions de l'Orycte, 1980.

### Scene e costumi
- 1955, costumi per Orfeo di Monteverdi, Festival d'Aix-les-Bains.
- 1960, scene e costumi per Turcaret di Alain-René Lesage; per Antigone di Sofocle; per L'heureux stratagème di Marivaux,  Théâtre national populaire.
- 1962, scene e costumi per Pelléas et Mélisande di Debussy e Maurice Maeterlinck, Musée des Beaux-Arts, Bruxelles.
- 1964, scene e costumi per Saracenia, balletto su musica di  Béla Bartók, Opéra de Paris.
- 1967, scene e costumi per Ippolito e Giacinto di Mozart; scene e costumi per Pimpinone di Telemann, opera buffa, Festival du Marais, Paris.
- 1968, murale per Aquathème, balletto, Ballet Théâtre contemporain d'Amiens.
- 1971, costumi per  Combattimento di Tancredi e Clorinda di Monteverdi, coreografia di Norbert Schmouki, Festival de Provins; costumi per  Trois Gymnopédies di Éric Satie e per  Sinfonia in tre movimenti di Stravinski.

### Arazzi
- 1947, L'Été, arazzo, Manifattura Desborderie, Felletin.
- 1949, arazzi per l'Institut français di Londra.
- 1950, Le Départ des voiliers, arazzo per le Mobilier national, Manifattura dei Gobelins.
- 1954, arazzi per la Corte di Cassazione, Palazzo di Giustizia (Parigi), Manifattura di Aubusson.
- 1958-1959, arazzi, realizzati in quattro esemplari, Ateliers Goubely-Gatien, Aubusson.
- 1961, arazzi per la Maison de France a Tokyo, Manifattura di Beauvais e Gobelins.
- 1967, arazzo per il Lycée pré-olympique di Font-Romeu, Aubusson.
- 1968, arazzi  per la chiesa Saint-Marcel (Parigi), Aubusson.
- 1973, arazzo per la Facoltà di Farmacia di Châtenay-Malabry.

### Altre opere
- 1946, Le Miracle des Pains, dipinto per il refettorio del convento dei domenicani, rue de la Glacière, Parigi.
- 1952, vetrate per la cappella dei domenicani di Monteils.
- 1960, mosaico per il Lycée climatique d'Argelès-Gazost.
- 1961, mosaico per il Lycée de garçons di Guingamp.
- 1964, mosaico per la Maison di Radio France, Parigi.
- 1969, murale per l'École des arts décoratifs d'Aubusson; murale per il Lycée Carriat di Bourg-en-Bresse.
- 1971, pannello per un Boeing 747 dell'Air France.
- 1972, murales per le sale del refettorio del Centre scolaire di Sélestat.
- 1973, mosaico per facciata di immobile in rue Mario Capra, Vitry-sur-Seine.
- 1974, bassorilievo in acciaio forgiato per la Scuola di Coligny; decorazioni per la Facoltà di Diritto a Villeneuve-d'Ascq.
- 1975, insegna della Maison Pablo Neruda, Arles.

### Sue opere in musei e collezioni
- Museo, Johannesburg
- Museum Folkwang, Essen
- Hamburger Kunsthalle, Amburgo
- Mumok, Vienna
- Musei reali dell'arte e della storia, Bruxelles
- Musée d'art moderne et d'art contemporain de Liège, Liegi
- Art Gallery of Ontario, Toronto
- Bechtler Museum of Modern Art, Charlotte (Carolina del Nord)
- Solomon R. Guggenheim Museum, New York
- Carnegie Institute, Pittsburg
- Musée des beaux-arts, Dunkerque
- Museo d'arte moderna André Malraux, Le Havre
- Musée d'art moderne de la Ville de Paris, Parigi
- Centro Georges Pompidou, Parigi
  - Fenêtre sur jardin, 1944, olio su tela
  - L'été, 1945, olio su tela
  - Le quatuor o Composition abstraite, 1947, olio su tela
  - Nuit de Noël, 1950, olio su tela
  - Nocturne égyptien, 1955, olio su tela
  - Sur la digue, 1956, acquarello su carta
  - Portrait-de-l'oiseau-qui-n'existe-pas (sul poema di Claude Aveline), 1958, acquarello su carta
  - Balancements nuit, 1960, acquarello su carta
  - Pierre et eau, 1960, acquarello su carta
  - Haute Provence o  Composition rouge, 1960, olio su tela
  - Dessin, 1961, china su carta
  - Dessin, 1961, china su carta
  - Dessin, 1961, china su carta
  - Dessin, 1961, china su carta
  - Paysage, 1961, china su carta
- Cabinet des estampes della Biblioteca nazionale di Francia, Parigi
- Museo Sainte-Croix, Poitiers
- Museo d'arte contemporanea, Skopje
- Galleria nazionale di Oslo
- Wellington City Art Gallery, Wellington (Nuova Zelanda)
- Tate, Londra
- Musei di Basilea
- Musée des beaux-arts. La Chaux-de-Fonds (Svizzera)
- Fondation Jean-Claude Gandur pour l'art, Ginevra
- Museo, Sion (Svizzera)